# Tunkhannock Township (Monroe County, Pennsylvania)
Tunkhannock Township ist eine kommunale Verwaltungseinheit (Township) im Monroe County im US-Bundesstaat Pennsylvania. Das U.S. Census Bureau hat bei der Volkszählung 2020 eine Einwohnerzahl von 7.037 ermittelt.

## Geographie
Tunkhannock Township wird im Norden vom Interstate 80 begrenzt. Wilkes-Barre befindet sich in einer Entfernung von 35 Kilometern im Nordwesten, Stroudsburg liegt 20 Kilometer entfernt im Südosten.

## Geschichte
Im Jahr 1856 wurde ein Gebiet vom Coolbaugh Township abgezweigt und Tunkhannock Township genannt. Der Name basiert auf dem Ausdruck tank-hanne der Ureinwohner und bedeutet „kleiner Fluss“. Das Gebiet ist sumpfig und waldreich. Die ersten Siedler waren deshalb in erster Linie in der Holzwirtschaft tätig. Mehrere Sägewerke wurden in Betrieb genommen. Ab den 1890er Jahren wurden großflächig Bärlappe-Pflanzen (Lycopodium) angebaut, die als Miniatur-Weihnachtsbäume verkauft oder zu Seilen verarbeitet wurden. Hauptattraktion des Townships ist heute der auf dem Gebiet liegende Pocono Raceway, auf dem jährlich Rennen der NASCAR-Serie veranstaltet werden.

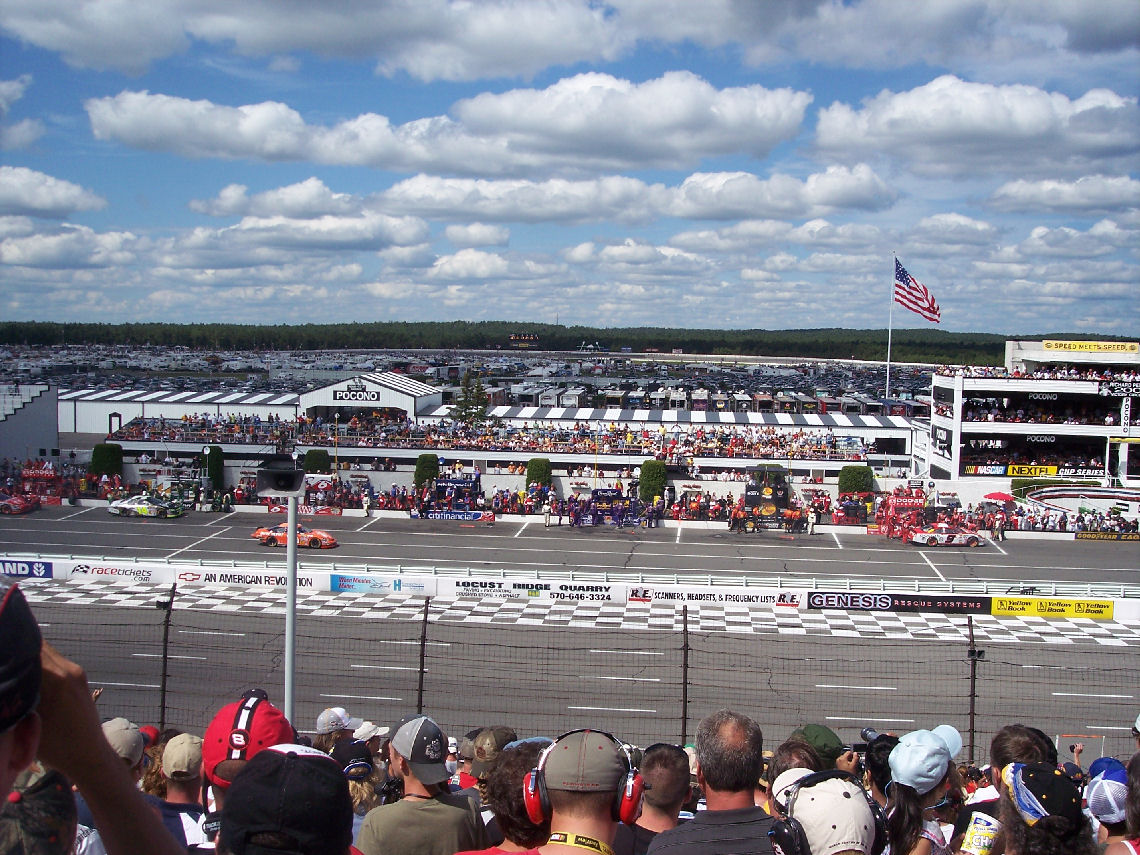
Pocono Raceway

## Demografische Daten
Im Jahr 2015 wurde eine Einwohnerzahl von 6677 Personen ermittelt. Dies bedeutet eine Abnahme gegenüber dem Jahr 2010 um 1,6 %. 17,4 % der heutigen Bewohner gehen auf Einwanderer aus Deutschland zurück. Weitere maßgebliche Zuwanderungsgruppen während der Anfänge des Ortes kamen zu 15,0 % aus Italien, zu 14,7 % aus Puerto Rico und zu 11,5 % aus Irland.